# Lomsdal-Vistens nationalpark

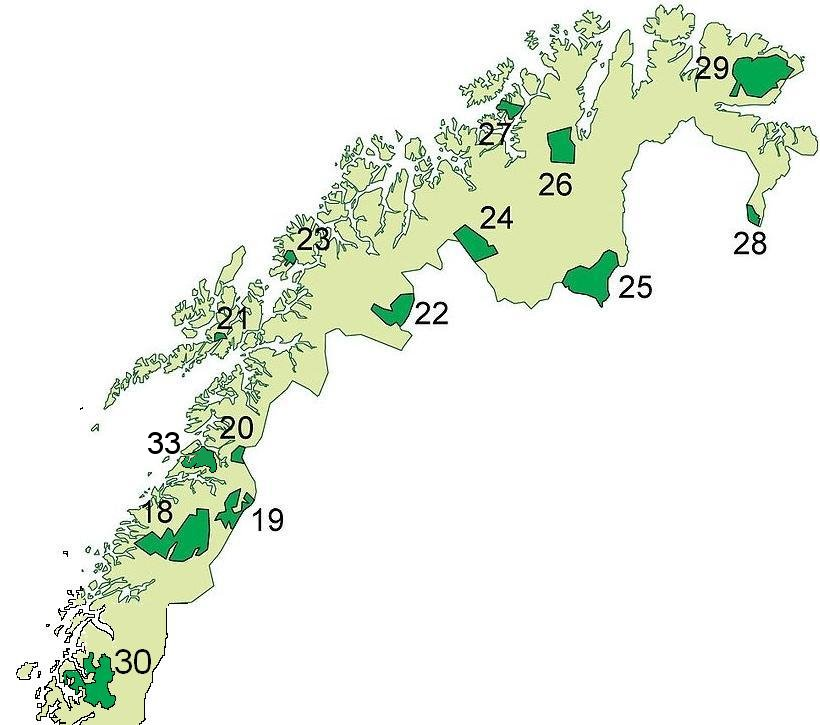
Karta över nationalparker i Nordnorge. Lomsdal-Vistens nationalpark har nummer 30.

Lomsdal-Vistens nationalpark (bokmål: Lomsdal-Visten nasjonalpark, sydsamiska: Njaarken vaarjelimmiedajve ) är en nationalpark i gränsområdet mellan de fyra kommunerna Brønnøy, Grane, Vefsn och Vevelstad i Nordland fylke i norra Norge. Parken inrättades 2009 och det skyddade området omfattar 1 102 kvadratkilometer.